# 64
Cette page concerne l'année 64  du calendrier julien. Pour l'année 64 av. J.-C., voir 64 av. J.-C. Pour le nombre 64, voir 64 (nombre).
L'année 64 est une année bissextile qui commence un dimanche.

## Événements
- Printemps, Naples : Néron apparait lors d'une représentation théâtrale publique qui choque considérablement les milieux sénatoriaux[1]. Il engage une série de répressions touchant Sénèque, Tigellin (le second préfet du prétoire), des sénateurs philo-républicains et certains grands généraux dont il se méfie.
- 19 juillet-24 juillet : Rome est dévastée par un vaste incendie. Une rumeur prétend que l'empereur Néron en est l'instigateur. Pour détourner les soupçons, ce dernier accuse et persécute les chrétiens[2] (cette version, ainsi que la culpabilité de Néron dans l’incendie, colportée par les milieux sénatoriaux et reprise par Tacite, est aujourd’hui controversée).
  - Sur les quatorze quartiers de Rome, trois sont complètement réduits en cendres, quatre sont épargnés et sept sont touchés par l’incendie.
  - Néron met à profit l’incendie de Rome pour proposer un nouvel urbanisme fondé sur l’alignement des immeubles ornés de portiques en façade, sur l’élargissement des rues et l’utilisation d’espaces ouverts. Il ne sera pas appliqué à sa mort.

- Lyon envoie une forte somme d’argent pour la reconstruction de Rome. Pendant l’hiver 64-65, Lyon est détruite à son tour par un violent incendie. Néron renvoie la participation des Lyonnais[2].
- Le procurateur de Judée Albinus, rappelé à Rome, vide les prisons avant de partir. Sous son successeur Gessius Florus, la situation empire avec la multiplication des pillages (64-66)[3].
- Les Kouchans mettent à sac la ville de Taxila (Pakistan actuel, vers 60-64)[4].
- Les gladiateurs de Préneste tentent de s’évader de leur école mais leur révolte est rapidement réprimée par la police militaire[5].

## Décès en 64
- Pierre, prédicateur juif, premier pape de la chrétienté. (date approximative)
- Paul de Tarse (date approximative)